# Gainza
Gainza ist eine philippinische Stadtgemeinde in der Provinz Camarines Sur. Sie hat 11.262 Einwohner (Zensus 1. August 2015).

## Baranggays
Gainza ist politisch in acht Baranggays unterteilt.
- Cagbunga
- Dahilig
- Loob
- Malbong
- Namuat
- Sampaloc
- District I (Pob.)
- District II (Pob.)